# 글리코실화
글리코실화(영어: glycosylation)는 세포(진핵생물)의 단백질 번역 후 과정으로써 소포체, 골지체에서 일어나는 반응이다. N-글리코실화와 O-글리코실화로 나뉘는데 이는 붙는 작용기에 따라 다르다. 세포에서 생성된 단백질에 락토스나 푸코스 등의 당이 붙는 과정을 통틀어 '글리코실화'라고 한다. 글리코실화 과정으로 당사슬이 단백질에 연결되면 단백질이 '폴딩'과정을 거쳐 입체적인 구조물을 형성한다. 이는 단백질이 풀어지지 않고 오랫동안 유지될 수 있는 안정성을 부여한다. 또한 단백질에 붙어진 당사슬을 세포막으로 가서 세포막 단백질이 되어 항원과 같은 효과를 내기도 한다. 이러한 당사슬은 세포간의 의사소통과 정보교환의 역할도 하여 중요한 과정이다. 이렇게 글리코실화된 단백질을 당단백질이라고 하는데 대표적인 당단백질에는 면역반응에서 중요한 역할을 하는 항체 등이 있다.